# Marta García Rincón
Marta García Rincón (Salamanca, 28 giugno 2003) è una sollevatrice spagnola medagliata europea, che gareggia nella categoria dei pesi mosca.

## Carriera
Inizia la carriera internazionale agli europei giovanili di Eilat nel 2019, dove si classifica al quinto posto. Partecipò in seguito ai campionati europei juniores di Rovaniemi nel 2021, piazzandosi quarta, conquistando due medaglie d'argento a Durazzo nel 2022 e a Bucarest nel 2023. Da senior vince due medaglie di bronzo agli europei di Erevan nel 2023 e di Sofia nel 2024, e una medaglia d'argento agli europei di Chișinău nel 2025.
Ai campionati mondiali partecipa da juniores a Candia nel 2022, dove giunse al sesto posto, vincendo l'argento a Guadalajara nel 2023. Da senior partecipa ai mondiali di Bogotà nel 2022, piazzandosi undicesima, e di Riad nel 2023, classificandosi al quarto posto.